# George Hamilton-Gordon (2e baron Stanmore)
George Arthur Maurice Hamilton-Gordon (3 janvier 1871 - 13 avril 1957), est un homme politique libéral britannique. Il a pour titre celui de 2e baron Stanmore.

## Biographie
Stanmore est le fils unique d'Arthur Hamilton-Gordon, le plus jeune fils du premier ministre George Hamilton-Gordon. Sa mère est Rachel Emily, fille de John Shaw Lefevre. Il fait ses études à Winchester et au Trinity College de Cambridge .
Il sert de 1892 à 1895 en tant que secrétaire particulier du premier commissaire aux travaux et du président du Conseil du gouvernement local (les deux fonctions étaient occupées par son oncle George Shaw-Lefèvre).
Hamilton-Gordon s'enrôle dans le Hampshire Regiment, mais en janvier 1902, il est transféré au poste de capitaine du 3e bataillon, les Gordon Highlanders.
Après avoir succédé à son père dans la baronnie en 1912, Stanmore sert comme Lord-in-waiting (whip du gouvernement à la Chambre des lords) sous Herbert Henry Asquith puis David Lloyd George de 1914 à 1922. Il n'est jamais revenu au gouvernement mais est whip en chef des libéraux à la Chambre des lords de 1923 à 1944 et vice-président de la Chambre des lords. De 1921 à 1937, il est également trésorier de l'hôpital Saint-Barthélemy. Il est nommé CVO en 1922 et KCVO en 1930 et est admis au Conseil privé en 1932.
Il est décédé en avril 1957, à l'âge de 86 ans. Il ne s'est jamais marié et le titre s'est éteint à sa mort. Il est mentionné dans le livre Closet Queens de l'historien Michael Bloch en tant que « célibataire homosexuel » .